# Броквей (Вісконсин)
Броквей (англ. Brockway) — місто (англ. town) в США, в окрузі Джексон штату Вісконсин. Населення — 3035 осіб (2020).

## Демографія
Згідно з переписом 2010 року, у місті мешкало 2828 осіб у 728 домогосподарствах у складі 468 родин. Було 848 помешкань
Расовий склад населення:
| - 67,0 % — білих - 19,4 % — корінних американців - 11,5 % — чорних або афроамериканців - 0,3 % — вихідців з тихоокеанських островів - 0,1 % — азіатів |

До двох чи більше рас належало 1,5 %. Частка іспаномовних становила 4,5 % від усіх жителів.
За віковим діапазоном населення розподілялося таким чином: 17,0 % — особи молодші 18 років, 72,7 % — особи у віці 18—64 років, 10,3 % — особи у віці 65 років та старші. Медіана віку мешканця становила 35,9 року. На 100 осіб жіночої статі у місті припадало 201,5 чоловіків;  на 100 жінок у віці від 18 років та старших — 236,6 чоловіків також старших 18 років.
Середній дохід на одне домашнє господарство  становив 54 411 долар США (медіана — 45 388), а середній дохід на одну сім'ю — 59 377 доларів (медіана — 45 724). Медіана доходів становила 32 212 долари для чоловіків та 30 385 доларів для жінок. За межею бідності перебувало 20,8 % осіб, у тому числі 34,1 % дітей у віці до 18 років та 9,3 % осіб у віці 65 років та старших.
Цивільне працевлаштоване населення становило 850 осіб. Основні галузі зайнятості: освіта, охорона здоров'я та соціальна допомога — 19,2 %, мистецтво, розваги та відпочинок — 16,9 %, виробництво — 16,6 %.